# Cusuma limbata
Cusuma limbata är en fjärilsart som beskrevs av Moore 1879. Cusuma limbata ingår i släktet Cusuma och familjen mätare. Inga underarter finns listade i Catalogue of Life.